# Geelong
Geelong is de op een na grootste stad van de staat Victoria in Australië. Geelong is een havenstad met ruim 205.000 inwoners. Daarnaast is Geelong een van de grootste provinciesteden in Australië. De stad ligt aan de Coriobaai, 75 kilometer ten zuidwesten van Melbourne. Sinds 23 oktober 2022 is de terminal van de Spirit of Tasmania in Geelong in plaats van Port Melbourne.
Geelong is bekend als poort tot diverse belangrijke toeristische attracties zoals de Great Ocean Road, de Shipwreck Coast en het Bellarine-schiereiland. Daarnaast is Geelong de thuisstad van de Geelong Football Club, een Australian Football-team met als bijnaam The Cats. Het wereldkampioenschap wielrennen 2010 is toegewezen aan Geelong.

## Sport
Geelong was van 2003 tot en met 2008 jaarlijks de gastheer van de Australia World Cup, een eendaagse wielerwedstrijd voor vrouwen die meetelde in de strijd om de UCI Women's Road World Cup. Het wereldkampioenschap wielrennen 2010 werd eveneens georganiseerd in Geelong. De Noor Thor Hushovd won er de wegwedstrijd bij de mannen.
Sinds 2015 wordt er in Geelong jaarlijks de wielerkoers Cadel Evans Great Ocean Road Race (mannen/vrouwen) verreden.

## Partnersteden
- Izumiotsu (Japan)
- Lianyungang (China)

## Geboren in Geelong
- Bertram Armytage (1869-1910), poolonderzoeker
- Edi Krnčević (1960), voetballer
- Kate Allen (1970), Oostenrijks triatlete
- Portia de Rossi (1973), actrice
- Lee Troop (1973), atleet
- Nathan Deakes (1977), snelwandelaar
- Joey Didulica (1977), Kroatisch voetbaldoelman
- Rebecca Wiasak, (1984), wielrenster
- Emma Hewitt (1988), zangeres
- Matthew Špiranović (1988), voetballer
- Leigh Howard (1989), wielrenner

Ararat ·
Ballarat ·
Benalla ·
Bendigo ·
Geelong ·
Hamilton ·
Horsham ·
Melbourne (hoofdstad) ·
Moe ·
Morwell ·
Mildura ·
Portland ·
Sale ·
Shepparton ·
Swan Hill ·
Traralgon ·
Wangaratta · 
Warrnambool ·
Wodonga